# Nelly Adamson
Pour les articles homonymes, voir Landry et Adamson.
Nelly Adamson (née le 28 décembre 1916 à Orsett (Essex) - 22 février 2010 à Paris) est une joueuse de tennis belge et française, active des années 1930 jusqu'au milieu des années 1950.

## Biographie
En 1937, elle devient française par son mariage avec Pierre Landry. Elle est alors plus connue sous le nom de Nelly Landry ou Nelly Adamson-Landry. 
En 1948, elle s'est imposée en simple dames à Roland-Garros, dix ans après une finale perdue face à Simone Mathieu. Elle a été championne de France senior en simple en 1950 et 1951.
En 1991, elle remet le trophée Suzanne Lenglen à Monica Seles, victorieuse de la finale du simple dames à Roland-Garros face à Arantxa Sánchez Vicario.

## Palmarès (partiel)

### Titres en simple dames
| No | Date       | Nom et lieu du tournoi          | Catégorie | Surface      | Finaliste   | Score         |          |
| -- | ---------- | ------------------------------- | --------- | ------------ | ----------- | ------------- | -------- |
| 1  | 19-05-1948 | Internationaux de France, Paris | G. Chelem | Terre (ext.) | Shirley Fry | 6-2, 0-6, 6-0 | Parcours |

### Finales en simple dames
| No | Date       | Nom et lieu du tournoi          | Catégorie | Surface      | Vainqueure       | Score    |          |
| -- | ---------- | ------------------------------- | --------- | ------------ | ---------------- | -------- | -------- |
| 1  | 02-06-1938 | Internationaux de France, Paris | G. Chelem | Terre (ext.) | Simonne Mathieu  | 6-0, 6-3 | Parcours |
| 2  | 18-05-1949 | Internationaux de France, Paris | G. Chelem | Terre (ext.) | Margaret Osborne | 7-5, 6-2 | Parcours |

### Finales en double dames
| No | Date       | Nom et lieu du tournoi         | Catégorie | Surface      | Vainqueures                  | Partenaire       | Score         |          |
| -- | ---------- | ------------------------------ | --------- | ------------ | ---------------------------- | ---------------- | ------------- | -------- |
| 1  | 02-06-1938 | Internationaux de France Paris | G. Chelem | Terre (ext.) | Simonne Mathieu Billie Yorke | Arlette Halff    | 6-3, 6-3      | Parcours |
| 2  | 1954       | Internationaux d'Italie Rome   |           | Terre (ext.) | Pat Ward Elaine Watson       | Ginette Bucaille | 3-6, 6-3, 6-4 |          |

## Parcours en Grand Chelem (partiel)
Si l’expression « Grand Chelem » désigne classiquement les quatre tournois les plus importants de l’histoire du tennis, elle n'est utilisée pour la première fois qu'en 1933, et n'acquiert la plénitude de son sens que peu à peu à partir des années 1950.

### En simple dames
| Année | Championnat d'Australie | Championnat d'Australie | Internationaux de France | Internationaux de France | Wimbledon       | Wimbledon        | US National | US National |
| ----- | ----------------------- | ----------------------- | ------------------------ | ------------------------ | --------------- | ---------------- | ----------- | ----------- |
| 1933  | -                       | -                       | -                        | -                        | 1er tour (1/64) | E. Harvey        | -           | -           |
| 1934  | -                       | -                       | 2e tour (1/16)           | Betty Nuthall            | 2e tour (1/32)  | Margaret Mellows | -           | -           |
| 1935  | -                       | -                       | 3e tour (1/8)            | Simonne Mathieu          | 1er tour (1/64) | Helen Jacobs     | -           | -           |
| 1936  | -                       | -                       | 1/4 de finale            | Simonne Mathieu          | 4e tour (1/8)   | Hilde Sperling   | -           | -           |
| 1938  | -                       | -                       | Finale                   | Simonne Mathieu          | -               | -                | -           | -           |
| 1939  | -                       | -                       | 1er tour (1/16)          | Mlle Kerckoff            | -               | -                | -           | -           |
| 1946  | -                       | -                       | 1/4 de finale            | Dorothy Bundy            | 2e tour (1/32)  | Louise Brough    | -           | -           |
| 1947  | -                       | -                       | 2e tour (1/16)           | Lucia Manfredi           | -               | -                | -           | -           |
| 1948  | -                       | -                       | Victoire                 | Shirley Fry              | 1/4 de finale   | Doris Hart       | -           | -           |
| 1949  | -                       | -                       | Finale                   | Margaret Osborne         | 3e tour (1/16)  | Winifred Lincoln | -           | -           |
| 1951  | -                       | -                       | 1/4 de finale            | Margaret Osborne         | -               | -                | -           | -           |
| 1952  | -                       | -                       | -                        | -                        | 4e tour (1/8)   | Louise Brough    | -           | -           |
| 1953  | -                       | -                       | 1/4 de finale            | Shirley Fry              | 4e tour (1/8)   | Julia Sampson    | -           | -           |
| 1954  | -                       | -                       | 1/2 finale               | Ginette Bucaille         | 2e tour (1/32)  | Betty Rosenquest | -           | -           |

À droite du résultat, l’ultime adversaire.

### En double dames
| Année | Championnat d'Australie | Championnat d'Australie | Internationaux de France    | Internationaux de France   | Wimbledon                    | Wimbledon                  | US National | US National |
| ----- | ----------------------- | ----------------------- | --------------------------- | -------------------------- | ---------------------------- | -------------------------- | ----------- | ----------- |
| 1933  | -                       | -                       | -                           | -                          | 1er tour (1/32) M. Stork     | D. Andrus Muriel Thomas    | -           | -           |
| 1934  | -                       | -                       | 1er tour (1/16) Goldschmidt | Mary Hardwick Kay Stammers | 1er tour (1/32) M. de Borman | Gladys Clarke M. Nonweiler | -           | -           |
| 1935  | -                       | -                       | 1/4 de finale Nell Hall     | M. Scriven Kay Stammers    | 1er tour (1/32) Madzy Rollin | Doris Metaxa Josane Sigart | -           | -           |
| 1936  | -                       | -                       | 1/2 finale Josane Sigart    | S. Mathieu Billie Yorke    | 2e tour (1/16) Josane Sigart | Mary Hardwick E. Harvey    | -           | -           |
| 1938  | -                       | -                       | Finale Arlette Halff        | S. Mathieu Billie Yorke    | -                            | -                          | -           | -           |
| 1939  | -                       | -                       | 1er tour (1/8) S. Iribarne  | Goldschmidt J. Horner      | -                            | -                          | -           | -           |
| 1946  | -                       | -                       | 1er tour (1/8) C. Boegner   | Dorothy Bundy Jędrzejowska | 3e tour (1/8) C. Boegner     | Betty Nuthall M. Scriven   | -           | -           |
| 1947  | -                       | -                       | 1er tour (1/16) C. Boegner  | Bea Carris J. Marcellin    | -                            | -                          | -           | -           |
| 1948  | -                       | -                       | 2e tour (1/8) C. Boegner    | Helen Rihbany B. Scofield  | 1/4 de finale C. Boegner     | Louise Brough M. Osborne   | -           | -           |
| 1949  | -                       | -                       | 1/4 de finale C. Boegner    | Joan Curry Jean Quertier   | 3e tour (1/8) C. Boegner     | W. Lincoln Jean Quertier   | -           | -           |
| 1950  | -                       | -                       | 1/2 finale P. Canning       | Shirley Fry Doris Hart     | -                            | -                          | -           | -           |
| 1951  | -                       | -                       | 1/2 finale Thelma Coyne     | B. Bartlett B. Scofield    | 2e tour (1/16) Althea Gibson | E. Hemsted Margot Parker   | -           | -           |
| 1952  | -                       | -                       | -                           | -                          | 2e tour (1/16) Maria Weiss   | Nell Hall Baba Lewis       | -           | -           |
| 1953  | -                       | -                       | 1/4 de finale Dorothy Knode | H. Fletcher Jean Quertier  | 3e tour (1/8) S. Schmitt     | Ruth Bennett Jean Petchell | -           | -           |
| 1954  | -                       | -                       | 2e tour (1/8) J. Patorni    | Aline Dubois Erika Obst    | 2e tour (1/16) S. Schmitt    | Heather Segal K. Hubbell   | -           | -           |

Sous le résultat, la partenaire ; à droite, l’ultime équipe adverse.

### En double mixte
| Année | Championnat d'Australie | Championnat d'Australie | Internationaux de France | Internationaux de France   | Wimbledon | Wimbledon | US National | US National |
| ----- | ----------------------- | ----------------------- | ------------------------ | -------------------------- | --------- | --------- | ----------- | ----------- |
| 1953  | -                       | -                       | 1/4 de finale Ian Ayre   | Julia Sampson Ken Rosewall | -         | -         | -           | -           |
| 1954  | -                       | -                       | 1/2 finale P. Washer     | M. Connolly Lew Hoad       | -         | -         | -           | -           |

Sous le résultat, le partenaire ; à droite, l’ultime équipe adverse.